# Parafia Matki Bożej Gietrzwałdzkiej w Zelkach
Parafia Matki Boskiej Gietrzwałdzkiej w Zelkach – pierwszy kościół ewangelicki zbudowany został w 1564 roku. W latach 1591–1612 pastorem był Jan Tortyłowicz Batocki, natomiast w latach 1845–1857 Emil Stern, od roku 1857 pastor parafii w Starych Juchach. Kościół uległ zniszczeniu w 1840 roku, prawdopodobnie samoistnemu.  Obecny budynek pochodzi z lat 1843–1844. Zbudowany został według projektu Fryderyka Schinkla z cegły i kamienia polnego. Pierwszy z ołtarzy znajdujących się w kościele posiadał datę 1691. Na środku tego ołtarza znajdowała się ambona. Rozwiązanie to jest rzadko spotykane w kościołach katolickich. Podczas I wojny światowej budynek doznał uszkodzeń, które usunięto w latach 1920–1922, przy tej okazji całkowicie przebudowując kościół. Obecnie jest to kościół murowany, z wysoką wieżą krytą blachą, trzynawowy, otynkowany, kryty dachówką. Po drugiej wojnie światowej rozszabrowane zostały kościelne organy. Zniszczona została również instalacja elektryczna i dzwony. Po 1945 służył jako kościół polsko-katolicki. Kościół rzymskokatolicki wiele lata starał się o przejęcie świątyni, stało się to 29 marca 1970 roku, kiedy decyzją Wojewódzkiej Rady Narodowej w Olsztynie Wydziału do Spraw Wyznań, budynek kościoła w Zelkach oddany został jako kościół filialny parafii w Starych Juchach. Parafia w Zelkach została kanonicznie erygowana 1 marca 1978 roku przez biskupa warmińskiego Józefa Drzazgę. Parafia posiada kaplicę filialną w Talkach pw. Matki Boskiej Częstochowskiej.
30 września 2020 w wyniku reorganizacji dekanatów diecezji ełckiej parafia została przeniesiona z Dekanatu św. Krzysztofa w Giżycku w skład Dekanatu Ełk - Świętej Rodziny.

## Proboszczowie parafii
- ks. Stanisław Kowalski - 1 marca 1978 - 30 czerwca 2010
- ks. Krzysztof Mulewski - 1 lipca 2010 - 15 października 2017
- ks. Arkadiusz Brozio - 15 października 2017 - 30 czerwca 2019
- ks. Marcin Nowik - od 1 lipca 2019